# 두양리미티드
두양리미티드는 대한민국의 해양 화물 운송 기업이다. 곡물, 시멘트, 석탄, 철광석, 원목 등의 건화물에 특화된 벌크선사이다.